# Tenente Ananias
Tenente Ananias é um município brasileiro no interior do estado do Rio Grande do Norte, na Região Nordeste do país. Situa-se na região do Alto Oeste Potiguar, a uma distância de 413 quilômetros da capital do estado, Natal. Ocupa uma área de aproximadamente 224 km², e sua população no censo de 2022 em 10 262 habitantes, segundo o Instituto Brasileiro de Geografia e Estatística, sendo então o 62º município em população do Rio Grande do Norte.
Tenente Ananias foi emancipado de Alexandria na década de 1960. O nome do município é uma referência a Ananias Gomes da Silveira (1863-1950), que foi combatente e tenente das forças armadas do Brasil. O município é formado pelos distritos de Tenente Ananias (sede) e Mata de São Braz (Vila Mata) e se destaca na extração mineral, especialmente na produção de água-marinha.

## História

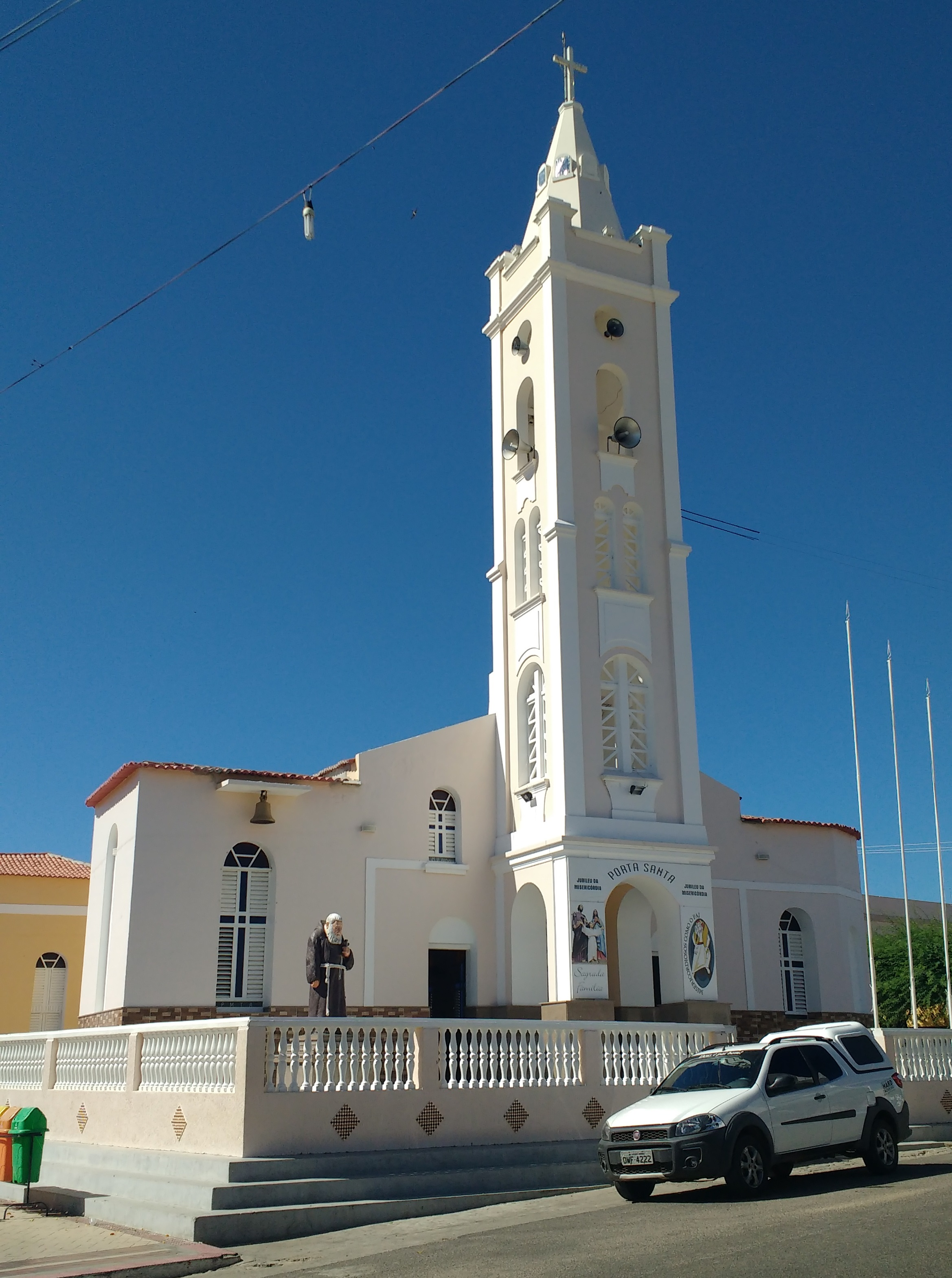
Igreja Matriz da Sagrada Família, construída em 1946.

A história de Tenente Ananias começou quando a família Queiroz e o senhor Olinto Moreira do Nascimento doaram um terreno de 275 km², onde atualmente se localiza este município. Em 1944, aconteceu a primeira construção de uma casa, feita a partir de ramas de oiticica, que posteriormente se transformou em importante centro comercial de alimentos. Algum tempo depois, teve início a formação de um povoado, com a construção de uma igreja, centros comerciais e moradias. Esse povoado foi denominado de Ipueira ou Bom Jesus do Passo. Em 1946, padre Carlos, vigário da paróquia de Alexandria, celebrou a primeira missa ocorrida nessa capela, atualmente igreja matriz.
Em 1953, o povoado de Ipueira passou, por força da nº 897, à condição de distrito até ser, em 1960, passando, dois anos mais tarde (lei estadual 2 786, de 10 de maio de 1962), à condição de município, desmembrado de Alexandria, com a denominação Tenente Ananias Gomes. Em 1963, no dia 10 de março, foi criado e anexado ao município o distrito de Mata São Braz foi criado e, apenas dezesseis dias depois, o nome do município foi alterado Tenente Ananias, como permanece até hoje. Em 10 de maio do mesmo ano aconteceu a instalação oficial do município, cujo nome, que é uma referência a um filho ilustre do local, ex-combatente e tenente das forças armadas, Ananias Gomes da Silveira (1863-1950), foi colocado por sugestão do seu filho e vereador Alfredo Gomes da Silveira. Até os dias atuais, o município é formado por dois distritos: Tenente Ananias (sede) e Mata de São Braz.

## Geografia
De acordo com a divisão do Instituto Brasileiro de Geografia e Estatística (IBGE) vigente desde 2017, Tenente Ananias pertence à região geográfica imediata de Pau dos Ferros, dentro da região geográfica intermediária de Mossoró; até então, com a vigência das divisões em mesorregiões e microrregiões, fazia parte da microrregião de Pau dos Ferros, que por sua vez estava incluída na mesorregião do Oeste Potiguar.
Está a 409 km de Natal, capital estadual, e a 2 081 km de Brasília, capital federal. Limita-se com Marcelino Vieira a norte; Lastro e Vieirópolis, ambos na Paraíba, a sul; Santa Cruz (Paraíba) e Alexandria a leste; Paraná e José da Penha a oeste. Ocupa uma área 223,671 km² (0,4235% do território estadual), dos quais 1,892 km² constituem a área urbana (2015), constituída pelo Centro e outros sete bairros: Bela Vista, Boa Vista, Bonfim, Cohab, Olintos, Rua Nova e Projeto Crescer.
O relevo do município, com altitudes predominando entre 200 e 400 metros, é constituído pela Depressão Sertaneja e pelo Planalto da Borborema, do qual fazem parte as serras da Cajazeira e Negra e os serrotes Branco, do Pico e do Saco. A geologia local compreende terrenos antigos formados a partir de rochas metamórficas que compõem o embasamento cristalino, provenientes do período Pré-Cambriano médio, com idade entre um e 2,5 bilhões de anos. O solo predominante é o bruno não cálcico, bem drenado e relativamente fértil, apresentando textura formada tanto por argila quanto por areia, porém pedregoso e, portanto, pouco desenvolvido, existindo ainda o solo podzólico do tipo vermelho amarelo equivalente eutrófico a nordeste e pequenas áreas de solo litólico. Este último é denominado de neossolo na nova classificação brasileira de solos e os demais constituem os luvissolos.
Esses solos são cobertos pela caatinga hiperxerófila, vegetação de pequeno porte, sem folhas na estação seca. Entre as espécies mais encontradas estão: facheiro (Pilosocereus pachycladus), faveleiro (Cnidoscolus quercifolius), jurema-preta (Mimosa hostilis), marmeleiro (Cydonia oblonga), mufumbo (Combretum leprosum) e xique-xique (Pilosocereus polygonus). Tenente Ananias possui todo o seu território nos domínios da bacia hidrográfica do Rio Apodi-Mossoró, sendo banhado pelos riachos da Caatinga, Mata e do Poço e pelo rio São Brás, no meio do qual está o Açude Mororó, também chamado de Jesus Maria José, construído em 1984 para servir de abastecimento à população local, com capacidade para armazenar 9 639 152 m³.
Tenente Ananias  possui clima semiárido, com chuvas concentradas no primeiro semestre. Segundo a Empresa de Pesquisa Agropecuária do Rio Grande do Norte (EMPARN), desde 1962 o maior acumulado de precipitação em 24 horas registrado em Tenente Ananias atingiu 184 mm em 9 de março de 1963. Outros acumulados iguais ou superiores a 100 mm foram: 151,6 mm em 2 de maio de 1975, 133 mm em 25 de fevereiro de 1973, 122,3 mm em 16 de abril de 1973, 120,8 mm em 16 de janeiro de 1978, 115 mm em 9 de abril de 2018, 111,4 mm em 18 de novembro de 1979, 108,8 mm em 19 de abril de 1974, 101 mm em 14 de janeiro de 2004 e 100 mm em 20 de janeiro de 2011. O mês mais chuvoso foi abril de 1974, com 531,9 mm, sendo o acumulado anual de 1 348,9 mm, o maior da série histórica.
| Dados climatológicos para Tenente Ananias (1962-2020) | Dados climatológicos para Tenente Ananias (1962-2020) | Dados climatológicos para Tenente Ananias (1962-2020) | Dados climatológicos para Tenente Ananias (1962-2020) | Dados climatológicos para Tenente Ananias (1962-2020) | Dados climatológicos para Tenente Ananias (1962-2020) | Dados climatológicos para Tenente Ananias (1962-2020) | Dados climatológicos para Tenente Ananias (1962-2020) | Dados climatológicos para Tenente Ananias (1962-2020) | Dados climatológicos para Tenente Ananias (1962-2020) | Dados climatológicos para Tenente Ananias (1962-2020) | Dados climatológicos para Tenente Ananias (1962-2020) | Dados climatológicos para Tenente Ananias (1962-2020) | Dados climatológicos para Tenente Ananias (1962-2020) |
| Mês                                                   | Jan                                                   | Fev                                                   | Mar                                                   | Abr                                                   | Mai                                                   | Jun                                                   | Jul                                                   | Ago                                                   | Set                                                   | Out                                                   | Nov                                                   | Dez                                                   | Ano                                                   |
| ----------------------------------------------------- | ----------------------------------------------------- | ----------------------------------------------------- | ----------------------------------------------------- | ----------------------------------------------------- | ----------------------------------------------------- | ----------------------------------------------------- | ----------------------------------------------------- | ----------------------------------------------------- | ----------------------------------------------------- | ----------------------------------------------------- | ----------------------------------------------------- | ----------------------------------------------------- | ----------------------------------------------------- |
| Precipitação (mm)                                     | 92,9                                                  | 138,1                                                 | 179,3                                                 | 173,3                                                 | 93,9                                                  | 37,4                                                  | 25,3                                                  | 5,8                                                   | 1,4                                                   | 7,2                                                   | 10                                                    | 26,5                                                  | 791,1                                                 |

## Demografia
A população de Tenente Ananias no censo demográfico de 2010 era de 9 883 habitantes, sendo que 8 443 viviam no distrito-sede (85,4%) e 1 440 no distrito de Mata de São Braz (14,6%). Em termos populacionais, era o 67° município do estado em população, apresentando uma densidade populacional de 44,19 hab./km². Segundo o mesmo censo, 69,06% habitantes viviam na zona urbana e 30,94% na zona rural. Ao mesmo tempo, 50,38% eram homens e 49,62% mulheres, com uma razão de sexo de 101,53. Quanto à faixa etária, 2 349 habitantes tinham menos de quinze anos (23,77%), 6 602 entre 15 e 64 (66,02%) e 932 acima dos 65 (9,43%).
Conforme pesquisa de autodeclaração do mesmo censo, a população era formada por pardos (51,83%), brancos (43,87%), pretos (3,34%) e amarelos (0,96%). Todos os habitantes eram brasileiros natos. Em relação à região de nascimento, 97,11% eram nascidos no Nordeste, 2,68% no Sudeste (2,68%) e seis no Centro-Oeste (0,06%), além dos sem especificação (0,15%). Da população total,  87,12% eram naturais do Rio Grande do Norte, dos quais 77,46% nascidos em Tenente Ananias. Entre os naturais de outras unidades da federação, os estados com maior percentual de residentes eram Paraíba (8,34%), São Paulo (2,29%) e Ceará (0,55%).
Ainda segundo o mesmo censo, a população de Tenente era formada por católicos apostólicos romanos (91,74%), evangélicos (6,13%) e testemunhas de Jeová (0,15%). Outros 1,83% não tinham religião (1,83%) e 0,15% possuíam religião indeterminada ou múltiplo pertencimento. O padroeiro de Tenente Ananias é a Sagrada Família, cuja paróquia foi criada em 30 de dezembro de 2016, após muitos anos subordinada à paróquia de Santo Antônio, em Marcelino Vieira. Há ainda alguns credos protestantes ou reformados, entre os quais a Assembleia de Deus, a Igreja Presbiteriana e a Igreja Universal do Reino de Deus.
O Índice de Desenvolvimento Humano (IDH-M) do município é considerado baixo, de acordo com dados do Programa das Nações Unidas para o Desenvolvimento (PNUD). Segundo dados do relatório de 2010, divulgados em 2013, seu valor era de 0,592, estando na 108ª colocação a nível estadual e o 4 331ª a nível federal. Considerando-se apenas o índice de longevidade, seu valor é de 0,779, o valor do índice de renda é de 0,570 e o de educação é de 0,468. De 2000 a 2010, o índice de Gini passou de 0,57 para 0,46 e a proporção de pessoas com renda domiciliar per capita de até R$ 140 caiu de 72,4% para 31,2%, apresentando uma redução de 56,9%. Em 2010, 68,8% da população vivia acima da linha de pobreza, 16,4% abaixo da linha de indigência e 14,7% entre as linhas de indigência e de pobreza. No mesmo ano, os 20% mais ricos eram responsáveis por 48,8% no rendimento total municipal, valor mais de dezenove vezes superior à dos 20% mais pobres, que era de 2,6%.

## Política
|                               |  |                                                  |
| Prefeitura de Tenente Ananias |  | Palácio Sabino Lopes da Silva (Câmara Municipal) |

De acordo com a lei orgânica de Tenente Ananias, promulgada em 1990, a administração municipal se dá por dois poderes, o legislativo e o executivo. Este é representado pelo prefeito, auxiliado pelo seu gabinete de secretários. O poder legislativo é representado pela câmara municipal, composta por nove vereadores, estando a sede no Palácio Sabino Lopes da Silva. Cabe à casa elaborar e votar leis fundamentais à administração e ao Executivo, especialmente o orçamento municipal.
Tanto o prefeito quanto os vereadores são eleitos diretamente para mandatos de quatro anos. Existem alguns conselhos municipais em atividade, entre eles assistência social, direitos do idoso, educação, saúde e tutelar. Tenente Ananias é termo judiciário da comarca de Marcelino Vieira, de entrância inicial, e pertence à 60ª zona eleitoral do Rio Grande do Norte, possuía 8 017 eleitores em dezembro de 2021, de acordo com o Tribunal Superior Eleitoral (TSE), o que representa 0,341% do eleitorado potiguar.

## Economia
Segundo o IBGE, em 2012 o Produto Interno Bruto (PIB) do município de Tenente Ananias era de R$ 55 007 mil, dos quais 42 853 mil do setor terciário, R$ 5 543 mil do setor secundário, R$ 3 763 mil de impostos sobre produtos líquidos de subsídios a preços correntes e R$ 2 848 mil do setor primário. O PIB per capita era de R$ 5 480,97.

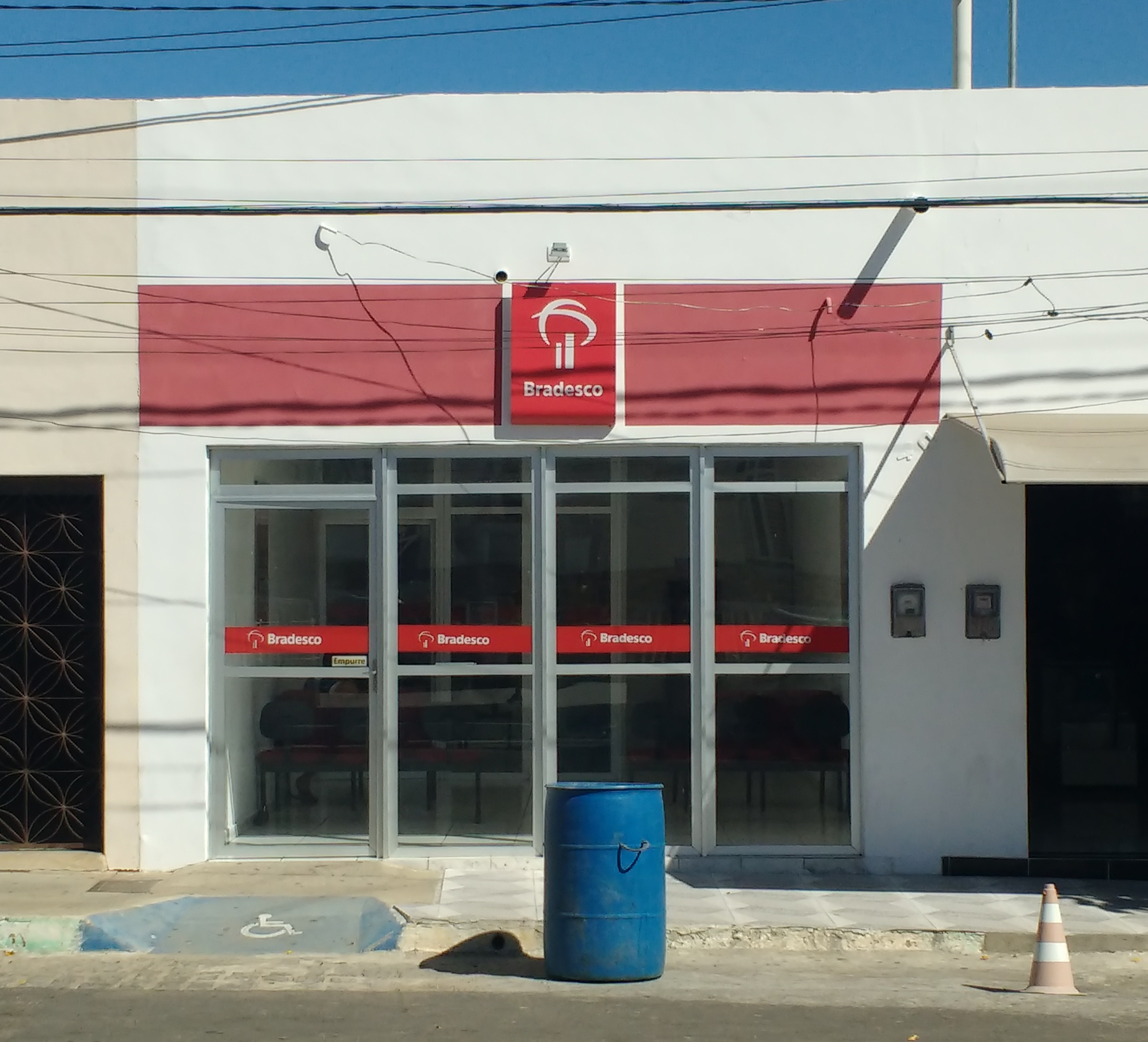
Agência bancária do Bradesco

Em 2013 o município possuía um rebanho de 8 075 galináceos (frangos, galinhas, galos e pintinhos), 6 580 bovinos, 2 418 ovinos, 1 443 suínos, 987 caprinos e 216 equinos. Na lavoura temporária de 2013 foram produzidos cana-de-açúcar (336 t), batata-doce (24 t), mandioca (8 t), milho (2 t) e feijão (2 t), e na lavoura permanente coco-da-baía (48 mil frutos), banana (72 t) e castanha de caju (1 t). Ainda no mesmo ano o município também produziu 1 247 mil litros de leite de 1 713 vacas ordenhadas; dezesseis mil dúzias de ovos de galinha e 740 quilos de mel de abelha.
Tenente Ananias também se destaca nos setores de cosméticos e variedades e ainda nas extrações minerais de esmeralda, turmalina e, especialmente, de água-marinha, concentrando, junto com os municípios de Equador, Lajes Pintadas e Parelhas, quase três quartos da produção de depósitos minerais do Rio Grande do Norte. Acredita-se que o primeiro mineral tenha sido encontrado no local em 1943, ainda quando subordinado ao município de Alexandria, embora a atividade garimpeira só tenha sido consolidada cerca de uma década mais tarde. Embora hoje esses minerais tenham se tornado cada vez mais escassos, seu comércio ainda é praticado.
Em 2010, considerando-se a população municipal com idade igual ou superior a dezoito anos, 47,4% eram economicamente ativas ocupadas, 46,7% economicamente inativa e 5,9% economicamente ativa desocupada. Ainda no mesmo ano, levando-se em conta população ativa ocupada a mesma faixa etária, 38,85% trabalhavam no setor de serviços, 26,36% no comércio, 23,19% na agropecuária, 5,13% na construção civil, 3,65% em indústrias de transformação, 0,54% em indústrias de extração e  0,49% na utilidade pública. Conforme a Estatística do Cadastral de Empresas de 2013, Tenente Ananias possuía 150 unidades (empresas) locais, 148 delas atuantes. Salários juntamente com outras remunerações somavam 5 120 mil reais e o salário médio mensal de todo o município era de 1,5 salários mínimos.

## Infraestrutura
O serviço de abastecimento de água do município é feito pela Companhia de Águas e Esgotos do Rio Grande do Norte (CAERN), que possui um escritório local. A concessionária que fornece energia elétrica é a Companhia Energética do Rio Grande do Norte (COSERN), sendo 220 volts a voltagem nominal da rede. O serviço telefônico móvel, por telefone celular, é oferecido por duas operadoras, TIM e Vivo, sendo 084 o código de área (DDD). Em 2010 64,23% dos domicílios tinham somente celular, 8,17% celular e fixo e 1,74% apenas telefone fixo. O Código de Endereçamento Postal é de 59955-970 na cidade e 59958-000 em Mata de São Braz.
A frota municipal em 2014 era de 909 motocicletas, 725 caminhonetes, 663 automóveis, 116 motonetas, 54 caminhões, 35 camionetas, dezenove micro-ônibus, dez utilitários e três ônibus, além de três em outras categorias, totalizando 2 563 veículos. O município é cortado pela RN-117, rodovia estadual que começa em Mossoró e atravessa vários municípios da região oeste do estado, até se encontrar com a BR-405, depois de Paraná, ligando o município a localidades próximas, como Alexandria e Marcelino Vieira.

### Saúde
A rede de saúde de Tenente Ananias dispunha, em 2009, de cinco estabelecimentos (todos públicos e municipais), com um total de treze leitos para internação, entre os quais o Hospital Municipal Lindolfo Fernandes, que presta atendimento ao Sistema Único de Saúde (SUS), contando com serviços de atendimento ambulatorial, internação, SADT (Serviço Auxiliar de Diagnóstico e Terapia), urgência e vigilância em saúde, além de 27 leitos nas especialidades de cirurgia geral, clínica geral, ginecologia, pediatria clínica e obstetrícia cirúrgica. Tenente Ananias pertence à VI Unidade Regional de Saúde Pública do Rio Grande do Norte (URSAP-RN), com sede em Pau dos Ferros.
Em 2010, a expectativa de vida ao nascer do município era de 71,73 anos, com um índice de longevidade de 0,779, e a taxa de mortalidade infantil era de 21,8 por mil nascidos vivos. No mesmo ano, a rede profissional de saúde era constituída por 27 médicos, onze auxiliares de enfermagem, nove enfermeiros, cinco farmacêuticos, sete cirurgiões-dentistas, dois fisioterapeutas e um assistente social. Segundo dados do Ministério da Saúde, dois casos de AIDS foram registrados em Tenente Ananias entre 1990 e 2012 e, entre 2001 e 2012, foram notificados 175 casos de dengue e quatro de leishmaniose. Em 2012, 98,6% das crianças menores de um ano de idade estavam com a carteira de vacinação em dia e, entre as crianças menores de dois anos pesadas pelo Programa Saúde da Família (PSF), 0,8% estavam desnutridas.

### Educação
O fator "educação" do IDH no município atingiu em 2010 a marca de 0,468, ao passo que a taxa de alfabetização da população acima dos dez anos indicada pelo último censo demográfico do mesmo ano foi de 75,2% (69,1% para os homens e 81,4% para as mulheres). A taxa de conclusão do ensino fundamental, entre jovens de 15 a 17 anos, era de 41,8%, enquanto o percentual de conclusão do ensino médio (18 a 24 anos), de apenas 23,4%.
Ainda em 2010, Tenente Ananias possuía uma expectativa de anos de estudos de 8,43 anos, valor inferior à média estadual (9,54 anos). O percentual de crianças de cinco a seis anos na escola era de 96,89% e de onze a treze anos cursando o fundamental de 84,35%. Entre os adolescentes, a proporção na faixa de quinze a dezessete anos com fundamental completo era de 41,93% e de 18 a 20 anos com ensino médio completo de 22,15%. Considerando-se apenas a população com idade maior ou igual a 25 anos, 33,19% não sabiam ler nem escrever, 39,09% tinham fundamental completo, 13,96% haviam concluído o ensino médio e 2,34% o ensino superior. Levando-se em conta o nível de instrução da população com idade superior a dez anos, 74,26% não possuíam instrução e fundamental incompleto, 12,15% fundamental completo e médio incompleto, 11,9% ensino médio completo e superior incompleto e 1,69% com superior completo.
Em 2012, o município possuía uma rede de 22 escolas de ensino fundamental (com 93 docentes), dezoito do pré-escolar (24 docentes) e uma de ensino médio (dezoito docentes), com 2 199 alunos matriculados. Em 2015, a distorção idade-série (defasagem) entre alunos do ensino fundamental, ou seja, com idade superior à recomendada, era de 14,6% para os anos iniciais e 40,4% nos anos finais, chegando a 46,4% no ensino médio.

## Cultura
|                                               |  |                                         |
| Espaço de Lazer Rocival Fernandes de Oliveira |  | Espaço Cultural Hipólito Alves de Sousa |

Entre os eventos culturais do município estão a festa de emancipação política, comemorada em 10 de fevereiro, embora o município tenha se emancipado de Alexandria em 10 de maio; a festa do padroeiro Jesus Maria José, realizada anualmente no mês de dezembro, com novenas, missas e até mesmo apresentações de bandas musicais, encerrando com a tradicional procissão com a imagem do padroeiro percorrendo as principais ruas da cidade; e o Forró Folia, no final de dezembro e está entre os maiores carnavais fora de época do Alto Oeste Potiguar.
Também são realizados eventos no setor esportivo, como a Copa Janduir Diniz de Futebol e a Liga Tenente Ananias de Futsal, que reúnem times municipais e intermunicipais. Os principais atrativos turísticos são a Cachoeira de João Brás e a Igreja Jesus Maria José. No artesanato, as principais atividades são o barro, o bordado e tapeçaria. Além de grupos de artesanato, o município também possui grupos de carnaval, capoeira e manifestação tradicional popular.